# Cyathostomum coronatum
Cyathostomum coronatum är en rundmaskart som beskrevs av Looss 1900. Cyathostomum coronatum ingår i släktet Cyathostomum och familjen Strongylidae. Inga underarter finns listade i Catalogue of Life.